# Joaquim Coll
Joaquim Coll i Amargós (Barcelona, 6 de marzo de 1967) es un historiador y ensayista español. 

## Biografía
Nacido en Barcelona en 1967, se doctoró en Historia Contemporánea por la Universidad de Barcelona (UB) con la lectura de una tesis sobre Narcís Verdaguer dirigida por Jordi Casassas y Premio Ciudad de Barcelona del Ayuntamiento de Barcelona en 1998 en Historia.
Funcionario, técnico superior de la Diputación Provincial de Barcelona, ha trabajado también como profesor asociado en la Universidad de Barcelona (UB) y en la Universidad Autónoma de Barcelona (UAB). Colabora como articulista habitual en El Periódico desde 2010 y en otros medios, como El País, 20 Minutos y Crónica Global y ha publicado diversos ensayos en catalán y español. Fue integrante del Grupo de Estudios de Historia de la Cultura y de los Intelectuales (GEHCI) de laUniversidad de Barcelona (UB). Fue Bibliotecario de las Juntas del Ateneo Barcelonés presididas por Oriol Bohigas entre 2003 y 2011, principal artífice de la modernización de su importante biblioteca histórica.
Fue vicepresidente y vocal de Sociedad Civil Catalana, así como presidente del patronato de la Fundación Joan Boscà. Fue uno de los impulsores de la organización de Federalistes d'Esquerres, presentada en público el 25 de septiembre de 2013. Ha coorganizado cursos de verano en la Universidad Internacional Menéndez Pelayo de 2015 a 2018.

## Obras
Autor y coautor
- El catalanisme conservador davant l'afer Dreyfus, Curial Edicions Catalanes (1994).
- Narcís Verdaguer i Callís (1862-1918) i el catalanisme possibilista, Publicacions de l'Abadia de Montserrat (1998).[n. 1]
- Els quadres del primer catalanisme 1882-1900, Publicacions de l'Abadia de Montserrat (2000) en colaboración con Jordi Llorens i Vila.[7]
- A favor de España y del catalanismo, un ensayo contra la regresión política, Edhasa (2000). En colaboración con Daniel Fernández González.
- L'Ateneu i Barcelona: 1 segle i 1/2 d'acció cultural, Editorial RBA-La Magrana, 2006. Coordinador editorial.
- Cataluña, el mito de la secesión: Desmontando las falacias del soberanismo, Editorial Almuzara (2014). En colaboración con Juan Arza.[8]

Colaboraciones en obras colectivas
- Diversas voces en el Diccionari d'historiografia catalana (Barcelona, Enciclopèdia Catalana, 2003). Antoni Simon (dir.).